# Licorice Pizza
Licorice Pizza – amerykańsko-kanadyjski komediodramat z 2021 roku w reżyserii Paula Thomasa Andersona, który był także scenarzystą, producentem i autorem zdjęć do filmu. Główne role zagrali Cooper Hoffman (syn Philipa Seymoura Hoffmana, zmarłego w 2014) i Alana Haim (jedna z członkiń zespołu muzycznego Haim). O prócz nich w filmie pojawili się także Sean Penn, Tom Waits, Bradley Cooper, Benny Safdie i Maya Rudolph.

## Opis fabuły
Rok 1973, Dolina San Fernando. 15-letni aktor Gary Valentine, przygotowując się do szkolnego zdjęcia, poznaje 25-letnią asystentkę fotografa Alanę Kane. Chłopak zakochuje się w starszej od siebie dziewczynie. Mimo że ta odrzuca jego zaloty, spotyka się z nim na obiedzie i nawiązują ze sobą przyjaźń. Gary bierze udział w przesłuchaniu i występie w programie obok Lucy Doolittle w Nowym Jorku. Ponieważ jego matka jest w Las Vegas, opiekunem w podróży zostaje Alana. W samolocie natrafiają na Lance’a, jednego z aktorów partnerujących Gary’emu w filmie Doolittle, który wpada Alanie w oko. Zaczynają się ze sobą spotykać, jednak zrywają ze sobą po niezręcznej sytuacji na obiedzie u jej rodziny.
Gary rozpoczyna biznes łóżek wodnych, z kolei Alana zostaje jego pracowniczką i asystentką. Sprzedając łóżka na targach zostaje omyłkowo wzięty za sprawcę morderstwa i aresztowany, ale wkrótce zostaje zwolniony. Kiedy Alana postanawia rozpocząć karierę aktorską, chłopak zapoznaje ją ze swoją agentką, która załatwia jej przesłuchanie do filmu z Jackiem Holdenem w roli głównej i w reżyserii Sama Harpoona. Po przesłuchaniu dziewczyna towarzyszy gwiazdorowi w restauracji, w której w tym samym czasie pojawiają się Gary z przyjaciółmi, a także reżyser Rex Blau, który przekonuje Holdena do wykonania wyczynu kaskaderskiego na motocyklu z jednego ze swoich filmów. Nietrzeźwy zabiera ze sobą na motocykl Alanę, która z niego spada. Gary podbiega do niej, by się upewnić czy nic się jej nie stało.
Gary, Alana i jego przyjaciele dostarczają łóżko wodne do domu Jona Petersa, w trakcie gdy ten wybiera się do kina. Przed wyjściem grozi jednak chłopakowi, że zabije jego brata, jeśli zrujnują jego dom. Po wstawieniu łóżka, zdenerwowany groźbą Gary zalewa dom producenta przed wyjściem. Wyjeżdżając spotykają na swojej drodze Petersa, któremu zabrakło benzyny w samochodzie. Podwożą go na stację benzynową, gdzie zaczyna grozić pracownikowi. Zostawiając go, zatrzymują się by zatankować jego samochód, jednak i im zaczyna brakować paliwa. Alana z powodzeniem manewruje ciężarówką tyłem i w dół wzgórza, gdzie mogą napełnić zbiornik paliwa. Ostatecznie biznes łóżek wodnych upada z powodu ogarniającego kraj kryzysu naftowego.
Alana rozpoczyna pracę w kampanii wyborczej Joela Wachsa. Na krótko dołącza do niej także Gary, jednak porzuca w niej udział, aby otworzyć salon gier na wieść o zalegalizowaniu flipperów. Młodzi popadają w kłótnie i zrywają ze sobą kontakty. Gdy Gary przygotowuje się do otwarcia salonu, Alana zostaje zaproszona na drinka z Wachsem. Na miejscu odkrywa jednak, że Wachs jest gejem, po tym gdy zostaje przez niego przedstawiona jego partnerowi, Matthew. Polityk prosi ją następnie, by zaprowadziła narzeczonego do domu widząc jego zranione uczucia. W drodze Alana i Matthew wymieniają się miłymi słowami. Dziewczyna później udaje się do salonu Gary’ego, gdzie nie zastaje chłopaka, ponieważ ten wybrał się do biura Wachsa, aby to ją odnaleźć. W końcu pojednują się ze sobą i udają się do salonu, gdzie dzielą się pocałunkiem. Alana w końcu wyznaje Gary’emu miłość.

## Obsada
- Alana Haim jako Alana Kane, asystentka fotografa.
- Cooper Hoffman jako Gary Valentine, młody aktor, który zakochuje się w Alanie. Wzorowany na producencie i byłym aktorze dziecięcym, Garym Goetzmanie.
- Sean Penn jako Jack Holden, aktor wzorowany na Williamie Holdenie.
- Tom Waits jako Rex Blau, reżyser filmowy wzorowany na Marku Robsonie
- Bradley Cooper jako Jon Peters, producent filmowy.
- Benny Safdie jako Joel Wachs, polityk ubiegający się o urząd.
- Skyler Gisondo jako Lance
- Mary Elizabeth Ellis jako Mama Anita
- John Michael Higgins jako Jerry Frick, biznesmen, który otworzył Mikando Hotel i restaurację w 1963. Mikado było pierwszą japońską restauracją w San Fernando Valley.
- Christine Ebersole jako Lucy Doolittle, aktorka wzorowana na Lucille Ball.
- Harriet Sansom Harris jako Mary Grady, agentka Valentine’a. Grady była łowczynią talentów dziecięcych oraz matką aktorów Dona Grady’ego i Lani Grady.
- Ryan Heffington jako Steve
- Nate Mann jako Brian
- Joseph Cross jako Matthew
- Geogre DiCaprio jako Pan Jack
- Ray Chase jako B. Mitchel Reed
- Emma Dumont jako Brenda
- Yumi Mizui jako Mioko
- Megumi Anjo jako Kimiko
- Maya Rudolph jako Gale
- John C. Reilly jako Fred Gwynne, aktor grający Hermana Munstera.
- Dan Chariton jako Sam Harpoon

W filmie pojawia się także rodzina Alany Haim – siostry Danielle i Este, ojciec Moti oraz matka Donna jako ekranowa rodzina Alany Kane. Na ekranie pojawiają się także dzieci Andersona i Mai Rudolph.

## Produkcja

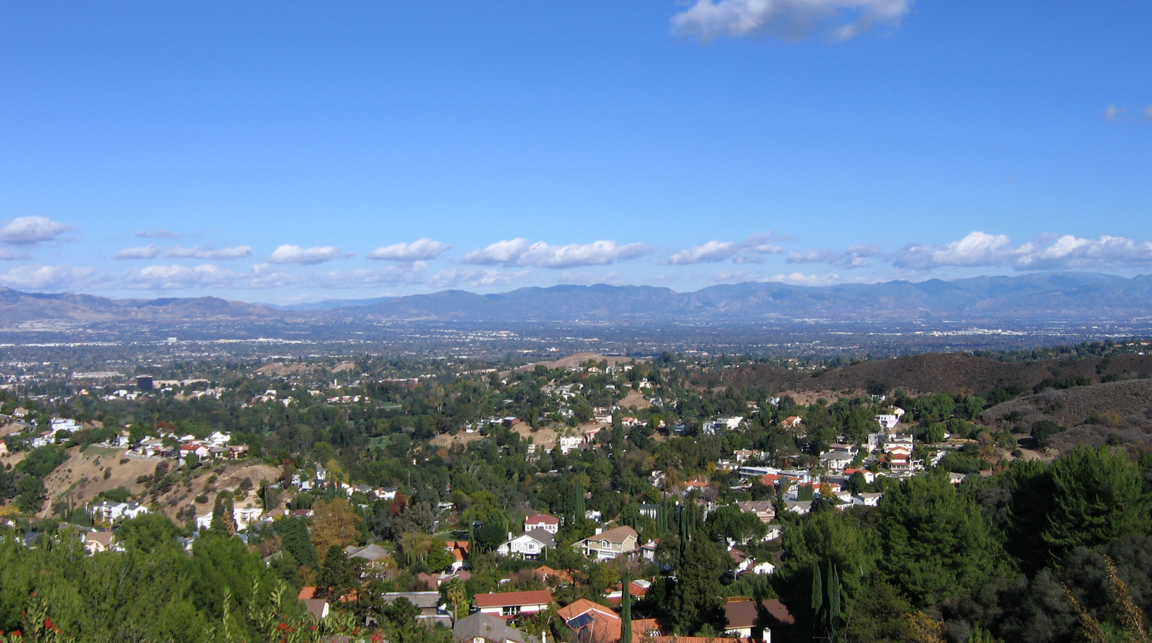
San Fernando Valley – miejsce akcji filmu

Około 2001 roku, Anderson przechodził obok gimnazjum w Los Angeles, w którym to odbywało się robienie szkolnych fotografii. Był świadkiem jak jeden z uczniów zaczepiał fotografkę i wpadł na pomysł opowiedzenia historii nastolatka mającego dorosłe relacje ze starszą od siebie dziewczyną. Scenariusz Licorice Pizza ulegał rozwojowi głównie za sprawą historii opowiadanych Andersonowi przez jego przyjaciela, Gary’ego Goetzmana. Goetzman zaczynał karierę jako aktor dziecięcy, zagrał u boku Lucille Ball w filmie Twoje, moje i nasze (1968), pojawił się w The Ed Sullivan Show, by ostatecznie zająć się biznesem kręcącym się wokół łóżek wodnych i flipperów. Goetzman także pewnego razu dostarczał łóżko wodne do domu Jona Petersa. Anderson za główne inspiracje przy tworzeniu Licorice Pizza uznał filmy Beztroskie lata w Ridgemont High (1982) i Amerykańskie graffiti (1973).
Twórca uzyskał zgodę od prawdziwego Jona Petersa na umieszczenie w filmie postaci bazującej na nim. Warunkiem miało być umieszczenie w scenariuszu jego ulubionego tekstu na podryw. Następnie Anderson stworzył „bardziej potworną” wersję Petersa, która miała być oparta hollywoodzkich producentach z lat 70. o reputacji posiadających „zuchwałą i agresywną energię”.
W listopadzie 2020 ogłoszono, że tytuł roboczy filmu to Soggy Bottom. We wrześniu 2021 oficjalnie zatytułowano produkcję Licorice Pizza, co miało być hołdem wobec dawnej sieci sklepów z płytami winylowymi w południowej Kalifornii. Anderson wyjaśnił: „Jeśli są dwa słowa, które sprawiają, że mam coś w rodzaju Pawłowa i wspomnienie bycia dzieckiem i biegania, to „licorice” i „pizza”. […] Natychmiast cofam się do tamtych czasów”. Dodał także, że „słowa te łapią pasujące do siebie uczucia towarzyszące filmowi i być może oddają jego nastrój”.

### Casting
Anderson pisał scenariusz z myślą o Alanie Haim, z której rodziną jest blisko zaprzyjaźniony i wyreżyserował kilka teledysków dla ich zespołu muzycznego oraz zaoferował jej rolę latem 2019. Obsadził także jej dwie siostry, ojca i matkę w rolach członków rodziny jej postaci. Cooper Hoffman, syn Philip Seymoura Hoffmana późno dołączył do obsady, ponieważ Anderson uznał, że młodzi aktorzy biorący udział w przesłuchaniu zbyt „przedwcześnie dojrzali” i „wytrenowani”, by pasować do naturalistycznej gry Haim. Opisywany przez Los Angeles Times jako „projekt dla rodziny i przyjaciół” film zawiera w obsadzie ponadto długoletnią partnerkę życiową reżysera Mayę Rudolph, ich czwórkę dzieci i wielu przyjaciół z sąsiedztwa w najróżniejszych rolach.

### Okres zdjęciowy
Zdjęcia rozpoczęły się w sierpniu 2020 w Encino, w Kalifornii. W listopadzie tego samego roku ogłoszono koniec zdjęć i rozpoczęcie etapu postprodukcji. Posiadłość w architektonicznym stylu Tudorów, która należała niegdyś do aktora Lyle’a Waggonera została wykorzystana przy kręceniu scen w domu Jona Petersa. Restauracja Tail o’ the Cock, którą zburzono w 1987 została na potrzeby filmu odtworzona przy polu golfowym w Van Nuys. Haim na potrzeby roli spędziła tydzień na nauce jazdy ciężarówkami i wykonała swój własny wyczyn cofając ciężarówkę w dół wzgórza. Anderson i Michael Bauman (w napisach wspólnie wymieniani jako operatorzy) nakręcili film na taśmie 35 mm, używając starszych modeli obiektywów, aby wiernie odtworzyć fakturę obrazu z filmów lat 70.

## Wydanie
18 grudnia 2019 ogłoszono, że Focus Features zajmie się wyprodukowaniem i dystrybucją filmu. W lipcu 2020, Metro-Goldwyn-Mayer przejęło jednak od Focus prawa do dystrybucji i wyznaczyło nową datę rozpoczęcia zdjęć z powodu pandemii COVID-19. Obraz trafił do czterech wybranych kin 16 listopada 2021, z kolei do szerszej dystrybucji trafił 25 grudnia tego samego roku.

### Odbiór
Licorice Pizza spotkała się z uznaniem krytyków. W agregatorze Rotten Tomatoes 91% z 274 recenzji uznano za pozytywne, a ważona średnia ocen wyniosła 8.4/10. Chwalono m.in. zaskakujące odnajdywanie się Andersona w bardziej komfortowych klimatach. Na Metacriticu, film zdobył 90 punktów z maksymalnych 100, na podstawie ocen 55 recenzentów.
W entuzjastycznej recenzji na portalu Filmweb, Jakub Popielecki napisał: „Aż prosi się, by przeczytać Licorice Pizza jako „późny film o Hollywood”, Andersonowski odpowiednik takich tytułów jak Ave, Cezar! (2016), Pewnego razu… w Hollywood (2019) czy Mank (2020). Każdy z nich balansuje między prawdą a fikcją, spieniężając status Hollywood jako miejsca, które leży gdzieś w pół drogi. [...] W tym zacnym gronie Anderson pozostał chyba najbliżej ziemi. Choć zwyczajowo kojarzymy go z kinem „do klękania” (Mistrz każe nam pochylić głowy już na etapie tytułu), tym razem ewidentnie wyluzował. Rzeczywistość i fikcja przeplatają się tu bezpretensjonalnie, nie siląc się na żaden poznawczy manifest. „Prawdziwa” prawda jest tu prawdą emocji: prawdą kamery filmującej aktorów, którzy udają uczucia, a jednak dotykają czegoś autentycznego.” Na tym samym portalu film zajął 1. miejsce w plebiscycie „19 najlepszych filmów 2021 roku w Polsce” przeprowadzonym wśród członków redakcji Filmwebu.